# Julius Victor Carus
Julius Victor Carus (* 23. August 1823 in Leipzig, Königreich Sachsen; † 10. März 1903 in Leipzig) war ein deutscher Zoologe und Anthropologe.

## Leben
Julius Victor Carus war der Enkel des Philosophen Friedrich August Carus. Seine Eltern waren der Chirurg Ernst August Carus und die Sängerin Agnes Küster (* 3. Juni 1802; † 6. März 1839).
Carus wurde 1853 Professor für vergleichende Anatomie und Direktor des Zoologischen Instituts an der Universität Leipzig. Er stand in Korrespondenz mit Charles Darwin und übersetzte unter anderem dessen Werke Descent of Man, and Selection in Relation to Sex, Origin of Species, The Expression of the Emotions in Man and Animals und The formation of vegetable mould ins Deutsche. Diese Übersetzungen werden seitdem oft als Standardübersetzung verwendet. Außerdem übersetzte er 1863 das Werk von Thomas Henry Huxley Man's Place in Nature (Zeugnisse für die Stellung des Menschen in der Natur).
Carus arbeitete mit Albert von Kölliker und Carl von Siebold zusammen. 1875 gründete er die Zeitschrift Zoologischer Anzeiger.
Im Januar 1856 wurde Carus mit dem Beinamen „Chamisso“ zum Mitglied der Deutschen Akademie der Naturforscher Leopoldina gewählt. Er war Mitglied der Gesellschaft Deutscher Naturforscher und Ärzte. 1861 wurde Carus in die Leipziger Freimaurerloge Minerva zu den drei Palmen aufgenommen, der er von 1874 bis 1881 als Meister vom Stuhl vorstand. Seit 1898 war er ordentliches Mitglied der Sächsischen Akademie der Wissenschaften.

## Familie
Er heiratete 1853 in Schönefeld bei Leipzig Sophie Catharina Hasse (13. Mai 1827; † 18. April 1884), eine Tochter des Professors Friedrich Christian August Hasse (1773–1848). Das Paar hatte drei Töchter:
- Agnes Marie Elisabeth (* 19. Mai 1856; † 22. November 1922)
- Anna Sophie Gertud (* 9. Juni 1858; † 25. April 1933), Klavierlehrerin
- Louise Charlotte Johanna (* 25. Oktober 1862; † 3. Februar 1940) ⚭ 2. März 1892 Johannes Ferdinand Lehmann (* 3. Juli 1864; † 19. Oktober 1942), Dr. phil., Superintendent in Freiberg

Nach dem Tod seiner ersten Frau heiratete er 1886 in Dresden Alexandra Petroff (* 28. Januar 1847; † 1940), eine Tochter des Kaiserlich russischen Geheimrats Alexander Petroff aus Odessa. Das Paar hatte einen Sohn:
- Victor Alexander Dr. phil. (* 13. Juli 1888; † 31. August 1940), Kunst- und Musikhistoriker

⚭ 1919 Marta Baum
⚭ 1933 Clara Helene Frost (* 5. September 1884)

## Veröffentlichungen (Auswahl)
- Icones Zootomicae. Mit Originalbeiträgen der Herren G.J. Allman, C. Gegenbaur, Th. H. Huxley, Alb. Kölliker, H. Müller, M. S. Schultze, C. Th. E. von Siebold und F. Stein. Wilhelm Engelmann, Leipzig 1857.
- Bibliotheca zoologica. Leipzig 1861.
- Über die Leptocephaliden. Wilhelm Engelmann, Leipzig 1861.
- mit Wilhelm Peters und Carl Eduard Adolph Gerstäcker: Handbuch der Zoologie. Leipzig 1863–1875
- Alexander von Humboldt. Eine wissenschaftliche Biographie, 3 Bände. Leipzig 1872.
- Geschichte der Zoologie bis auf Joh. Müller und Ch. Darwin. München 1872 (Digitalisat und Volltext im Deutschen Textarchiv)